# Gran Premio Industria e Commercio di Prato 1986
Il Gran Premio Industria e Commercio di Prato 1986, quarantunesima edizione della corsa, si svolse il 27 aprile 1986 su un percorso di 222 km, con partenza e arrivo a Prato. Fu vinto dall'austriaco Harald Maier della Supermercati Brianzoli-Essebi davanti agli italiani Moreno Argentin e Pierino Gavazzi.

## Ordine d'arrivo (Top 10)
| Pos. | Corridore            | Squadra                         | Tempo    |
| ---- | -------------------- | ------------------------------- | -------- |
| 1    | Harald Maier         | Supermercati Brianzoli-Essebi   | 5h33'01" |
| 2    | Moreno Argentin      | Sammontana-Bianchi              |          |
| 3    | Pierino Gavazzi      | Atala-Ofmega                    |          |
| 4    | Jørgen Vagn Pedersen | Carrera                         |          |
| 5    | Roberto Pagnin       | Malvor-Bottecchia-Vaporella     |          |
| 6    | Renato Piccolo       | Malvor-Bottecchia-Vaporella     |          |
| 7    | Giuseppe Calcaterra  | Atala-Ofmega                    |          |
| 8    | Francesco Cesarini   | Del Tongo-Colnago               |          |
| 9    | Rolf Sørensen        | Murella-Fanini                  |          |
| 10   | Emanuele Bombini     | Vini Ricordi-Pinarello-Sidermec |          |